# برميل (وحدة)

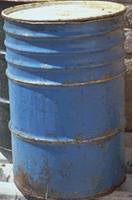
برميل النفط الأزرق القياسي

البرميل وحدة قياسية أمريكية في مجال استخراج النفط الخام، تبلغ كميتها 158,98723 لترا أو 42 غالونا، ويدخل في قياس نسبة الغاز الطبيعي في النفط جدير بالذكر ان وحدة البرميل المستخدم لقياس حجم بقية السوائل (ما غير النفط) في أمريكا يساوي 31,5 غالون فقط.